# 二(三甲基硅基)氨基钠
二(三甲基硅基)氨基钠是一种具有分子式((CH3)3Si)2NNa的化学品。这类物质，通常称为NaHMDS（六甲基二硅烷重氮钠），是一种强碱，常用于反应中的去质子化或作为碱性反应中的催化剂。这种化合物的优势在于可以是固体试剂，且溶于广泛的非质子性溶剂中，如：四氢呋喃，乙醚，苯或甲苯中，有非常强的碱性但亲核性差，这是由于分子内具有两个体积庞大且有亲脂性的三甲基硅基（TMS）基团影响了它参与亲核取代反应。
NaHMDS在水中会快速变质，形成氢氧化钠和六甲基二硅氮烷。

## 结构
通常有机金属试剂都是离子形态，而这类有机金属试剂却不是离子型的。结构式可以清晰的说明：钠原子通过共价键连接于氮原子上。在非溶剂化时，固态的该化合物以三聚体形态存在。

## 合成中的应用
NaHMDS被广泛的用于中和C-H型的酸。例如一些典型的例子：
- 将酮和酯去质子化，得到其烯醇衍生物。
- 通过将CH2X2（X = Br, I）去卤化氢反应，得到类似CHBr和CHI形式的卤代卡宾。这些卡宾化合物加成于烯烃上可以得到含取代基的环丙烷类化合物。
- 通过对季鏻盐的去质子化，制备格奥尔格·维蒂希试剂。
- 氰醇的去质子化。

NaHMDS还可以作为N-H型酸的中和碱。
NaHMDS与卤代烷烃反应得到胺的衍生物：
((CH3)3Si)2NNa  +  RBr  →  ((CH3)3Si)2NR  +  NaBr
((CH3)3Si)2NR  +  H2O  →  ((CH3)3Si)2O  +  RNH2
该法的已推广到使用如下试剂((CH3)3Si)2NCH2OMe，该试剂含有一个可置换的甲氧基。
- 去质子化前体化合物得到稳定卡宾。